# ゲラシウス1世 (ローマ教皇)
ゲラシウス1世（Gelasius I, ? - 496年11月21日）は、第49代ローマ教皇（在位：492年 - 496年）。
カトリック教会で3人目のアフリカ（カビリア）出身の教皇であり、史上初の黒人教皇だったとする見方もあるが、証明はされていない。前任者のフェリクス3世に直接教皇文書の作成のために雇われた。
世界を支配する最高の地位は司教の権威と皇帝の権力であるとする、いわゆる「両剣論」を示した。ゲラシウスによれば、両権力は並立・補完しあうものであるが、司教の権威がより上位にあるとされる。